# Processo di Poisson composto
In calcolo delle probabilità, un processo di Poisson composto è un processo stocastico a tempo continuo su {\displaystyle \mathbb {N} } che compie dei salti la cui legge è associata a quella di un processo di Poisson, ma la cui lunghezza è determinata da una certa distribuzione scelta in precedenza.

## Definizione
Un processo di Poisson composto {\displaystyle \{Y(t):t\geq 0\}} è un processo stocastico definito da
{\displaystyle Y(t)=\sum _{i=1}^{N(t)}D_{i}}
Dove {\displaystyle \{N(t):t\geq 0\}} è un processo di Poisson di parametro λ e {\displaystyle \{D_{i}:i\geq 1\}} sono variabili aleatorie indipendenti su {\displaystyle \mathbb {N} }, tutte con la stessa distribuzione D indipendente da {\displaystyle N(t)}
Un esempio può chiarire il concetto: consideriamo il numero dei tifosi che arrivano allo stadio a bordo di autobus dedicati.
{\displaystyle Y(t)} misura il numero dei tifosi pervenuti nel tempo {\displaystyle t},
il processo di Poisson {\displaystyle N(t)} conta il numero degli autobus giunti nel tempo {\displaystyle t} mentre la variabile {\displaystyle D_{i}} è il numero dei tifosi che ogni autobus trasporta.
La quantità di tifosi trasportati da ogni autobus e il numero di autobus che arrivano sono variabili indipendenti, ciascuna con la propria distribuzione (che per il numero di autobus è la distribuzione di Poisson).

## Proprietà
- Il valore atteso del processo è dato da

{\displaystyle \mathbb {E} (Y(t))=\lambda t\mathbb {E} (D)}
- La varianza del processo è data da

{\displaystyle \operatorname {Var} (Y(t))=\lambda t\mathbb {E} (D^{2})}
- La funzione generatrice dei momenti è data da

{\displaystyle \mathbb {E} (e^{sY})=e^{\lambda t\left(M_{D}(s)-1\right)}}
dove {\displaystyle M_{D}(s)} è la funzione generatrice dei momenti di D